# باربرا بيدفورد (ممثلة)
باربرا بيدفورد (بالإنجليزية: Barbara Bedford)‏ (19 يوليو 1903 - 25 أكتوبر 1981)، ممثلة أمريكية ظهرت في العشرات من الأفلام الصامتة وتراجعت مسيرتها بعد إدخال الصوت في الأفلام لكنها استمرت في الظهور في أدوار صغيرة حتى عام 1945.

## روابط خارجية
- باربرا بيدفورد على موقع IMDb (الإنجليزية)
- باربرا بيدفورد على موقع ألو سيني (الفرنسية)
- باربرا بيدفورد على موقع تيرنر كلاسيك موفيز (الإنجليزية)
- باربرا بيدفورد على موقع أول موفي (الإنجليزية)
- باربرا بيدفورد على موقع قاعدة بيانات الأفلام السويدية (السويدية)
- باربرا بيدفورد على موقع قاعدة بيانات الفيلم (الإنجليزية)
- باربرا بيدفورد على موقع كينوبويسك (الروسية)